# Palaeosastra
Palaeosastra là một chi bọ cánh cứng trong họ Chrysomelidae.
Chi này được miêu tả khoa học năm 1906 bởi Jacoby.

## Các loài
Chi này gồm các loài:
- Palaeosastra gracilicornis Jacoby, 1906